# Z60-as zónázó személyvonat
A Z60-as zónázó személyvonat egy budapesti elővárosi vonat Budapest-Keleti pályaudvar és Szolnok között. A vonatok órás ütemben közlekednek Budapest és Szolnok között. A vonatok Budapest és Sülysáp (zónahatár) között csak Kőbánya felső és Rákos állomásokon állnak meg, utána Abonyi út kivételével mindenhol. Vonatszámuk négyjegyű, 33-mal kezdődik.

## Története
2013-ban elkezdték bevezetni a viszonylatjelzéseket a budapesti vasútvonalakon. Az augusztusi próbaüzemet követően december 15-től a Déli pályaudvarra érkező összes vonat S-, G- vagy Z- előtagot (Személy, Gyors, Zónázó) és kétjegyű számból álló utótagot kapott. Ezt a rendszert egy évvel később, 2014. decemberében az összes budapesti és néhány egyéb járatra is kiterjesztették, ekkor lett a 120a számú vasútvonalon közlekedő, addig elnevezés nélküli személyvonat Z60-as jelzésű.
2022/2023-as menetrendváltástól Zagyvarékas megállóhelyen a vonatok csak feltételesen állnak meg.

## Útvonala
A vonatok ütemes menetrend szerint, minden óra ugyanazon percében indulnak és érkeznek mindegyik állomásra.
| Az átszállási kapcsolatok között az azonos útvonalon, de sűrűbb megállási renddel közlekedő S60 -as személy-, és G60 -as gyorsított személyvonat nincs feltüntetve. |                            |          | |
| Perc (↓) | Állomás                    | Perc (↑) | Átszállási kapcsolatok |
| 0 | Budapest-Keleti végállomás | 105      | 23, 24 73, 76, 78, 79, 80 5, 7, 7E, 8E, 20E, 30, 30A, 107, 108E, 110, 112, 133E, 230 G10 , S80 , IC, EC, EN, InterRégió, személyvonat, gyorsvonat, expresszvonat,                                            |
| 6 | Kőbánya felső              | 99       | 37, 37A 10 S80 |
| 11 | Rákos                      | 94       | 161, 161A, 162, 168E, 262 S76 , S80 , InterRégió |
| 34 | Sülysáp                    | 70       | 488, 489, 490, 491, 492, 513 |
| 37 | Szőlősnyaraló              | 67       | 489, 490, 491, 492 |
| 42 | Tápiószecső                | 62       | 485, 486, 487, 493, 494, 495, 496, 497 |
| 47 | Szentmártonkáta            | 57       | 501, 503 |
| 52 | Nagykáta                   | 52       | 491, 497, 498, 499, 500, 501, 502, 517, 520, 521, 525, 527, 529 1348, 1521 gyorsvonat |
| 60 | Tápiószentmárton           | 44       | 525, 527, 529 |
| 66 | Farmos                     | 38       | 523, 525, 527, 529 |
| 71 | Tápiószele                 | 33       | 524, 525, 527, 529 |
| 78 | Tápiógyörgye               | 26       | 525 |
| 89 | Újszász                    | 15       | 531 1, 1A, 2A, 3 S820 , személyvonat, gyorsvonat |
| 94 | Zagyvarékas                | 10       | S820 |
| 103 | Szolnok végállomás         | 0        | 2Y, 6, 6Y, 7, 8, 8Y, 13, 13Y, 14, 15, 15Y, 16, 17, 24, 24A, 27, 33, 38 533, 534, 537, 538, 553 Távolsági járatok S50 , G50 , Z50 , S220 , S820 , IC, EC, személyvonat, sebesvonat, gyorsvonat, expresszvonat |